# Raná egyptština
Raná egyptština nebo archaická egyptština je nejstarší známý egyptský jazyk a zřejmě i nejstarší písemně doložený jazyk na světě vůbec. Vyskytoval se v období od 3300 před n. l. do 2700/2600 před n. l. Raná egyptština se společně s Texty pyramid někdy označuje jako archaická raná egyptština. V minulosti byla raná egyptština považována pouze za časnou fázi staré egyptštiny. Ukázalo se však, že se od ní dost liší.
Jazyk je doložen hieroglyfickými nápisy z pozdního předdynastického a raného dynastického období egyptských dějin. Nejstarší doklad egyptského hieroglyfického písma se objevuje na keramice kultury Nakáda II.